# Петниста тинтява
Петнистата тинтява (Gentiana punctata) е вид многогодишно тревисто растение от род Тинтява с месести разклонени коренища. Развива неразклонени надземни стъбла, високи до 50 см, облистени с едри елипсовидни приседнали листа с дъговидно жилкуване. Само най-долните имат къси дръжки.
От пазвите на връхните листа излизат по няколко приседнали
звънчевидни цвята, жълтеникави и осеяни отвътре с дребни тъмнокафяви точки.
Цъфти през юни — юли. След процъфтяването изсъхналото вече венче се запазва и предпазва нарастващата плодна кутийка, която се изпълва с множество дребни плоски семена. Много често петнистата тинтява се среща заедно със златистата кандилка и нарцисоцветната съсънка, както е на Витоша под Резньовете.
Използва се като лечебно растение. Масовото събиране на коренищата ѝ е довело до силно намаляване на находищата, но статутът му на защитен вид възвръща на нашите планини това красиво растение.